# Autor da minha fé
Autor da minha fé é o 10º álbum de estúdio do Grupo Logos, lançado pela Line Records em 1993.
Contou com a produção musical do vocalista e compositor Paulo Cezar

## Faixas
| N.º | Título                  | Compositor(es)                         | Duração |  |
| 1.  | "Cortando o céu"        | Paulo Cezar                            | 4:38    |  |
| 2.  | "Deus Faz"              | Paulo Cezar                            | 4:10    |  |
| 3.  | "Semente e fruto"       | Paulo Cezar                            | 3:39    |  |
| 4.  | "Mudança"               | Paulo Cezar                            | 3:38    |  |
| 5.  | "Eu te adorarei"        | Clovis Lardo                           | 2:30    |  |
| 6.  | "Digno de louvor"       | Clovis Lardo                           | 2:42    |  |
| 7.  | "Obreiro Aprovado"      | Paulo Cezar                            | 4:16    |  |
| 8.  | "Coerência"             | Paulo Cezar                            | 4:10    |  |
| 9.  | "Pra fazer a diferença" | João Paulo, Clovis Lardo e Paulo Cezar | 3:35    |  |
| 10. | "Genuíno amor"          | Clovis Lardo e Paulo Cezar             | 3:45    |  |
| 11. | "Autor da minha fé"     | Paulo Cezar                            | 4:56    |  |